# Klarinetist
Klarinetist je glasbenik, izvajalec na pihalni instrument, imenovan klarinet.